# دير عمار (الضنية)
دير عمار : هي قرية لبنانية من قرى قضاء الضنية في محافظة الشمال.
- المسافة من بيروت: 104 كلم
- الارتفاع عن سطح البحر: 1050 م
- المساحة: 351 هكتار.
- القرى المحاذية: اليمونة، البداوي